# Joanna Kwiatkowska
Joanna Maria Kwiatkowska – polska kardiolog dziecięca, pediatra i profesor doktor habilitowana nauk medycznych.

## Życiorys
Pracowała w Instytucie Pediatrii na Wydziale Lekarskim z Oddziałem Stomatologicznym Akademii Medycznej w Gdańsku. W 1997 uzyskała doktorat, a 6 grudnia 2012 habilitację na podstawie rozprawy zatytułowanej Komorowe zaburzenia rytmu u dzieci i młodzieży ze zdrowym strukturalnie i czynnościowo sercem. Pełni funkcję adiunkta i kierownika Katedry i Kliniki Kardiologii Dziecięcej i Wad Wrodzonych Serca na Wydziale Lekarskim Gdańskiego Uniwersytetu Medycznego.
W 2023 roku uzyskała tytuł profesora nauk medycznych

## Odznaczenia
- Srebrny Krzyż Zasługi (2015)[4]